# Харитоновська сільська рада
Харито́новська сільська рада (рос. Харитоновский сельский совет) — сільське поселення у складі Зав'яловського району Алтайського краю Росії.
Адміністративний центр та єдиний населений пункт — село Харитоново.

## Населення
Населення — 951 особа (2019; 1166 в 2010, 1434 у 2002).